# Тирек
Тирек (перс. تيرك‎) — село на севере Ирана, в остане Тегеран. Входит в состав шахрестана Демавенд. Является частью дехестана (сельского округа) Абали бахша Рудехен.

## География
Село находится в восточной части остана, к западу от автодороги 77, на расстоянии приблизительно 12 километров (по прямой) к северо-западу от города Демавенд, административного центра шахрестана. Абсолютная высота — 2288 метров над уровнем моря.

## Население
По данным переписи 2006 года население села составляло 6 человек (6 мужчин). В Тиреке насчитывалось 4 домохозяйства. Всё население Тирека того периода было неграмотным.
В 2016 году постоянное население в селе отсутствовало.